# Ypiranga Futebol Clube
L'Ypiranga Futebol Clube, noto anche come Ypiranga (RS) e Ypiranga de Erechim o semplicemente come Ypiranga, è una società calcistica brasiliana con sede nella città di Erechim, nello stato del Rio Grande do Sul.

## Storia
Il club è stato fondato il 18 agosto 1924. Ha partecipato al Campeonato Brasileiro Série C nel 1995, e al Campeonato Brasileiro Série D nel 2009 e nel 2015. Nel 2010 e nel 2011 ha partecipato alla Coppa del Brasile, dove è stato eliminato al primo turno rispettivamente dall'Avaí e dal Coritiba.

## Palmarès

### Competizioni statali
- Campeonato Gaúcho Divisão de Acesso: 5

1967, 1989, 2008, 2014, 2019